# Appendicula pilosa
Appendicula pilosa är en orkidéart som beskrevs av Johannes Jacobus Smith. Appendicula pilosa ingår i släktet Appendicula och familjen orkidéer.

## Underarter
Arten delas in i följande underarter:
- A. p. pilosa
- A. p. sumatrana